# Мадонна Макинтоша
Мадонна с Младенцем, Мадонна Макинтоша, или Мадонна с башней (итал. La Madonna Mackintosh, Madonna della Torre) — картина, написанная примерно в 1509 году маслом по дереву (76,5 x 63 см), выдающимся художником Высокого Возрождения, или «римского классицизма», Рафаэлем Санти, одна из его прославленных «Мадонн». Название «Мадонна с башней» произошло из-за изображения башни на дальнем плане (практически неразличимо на репродукциях). Между 1727 и 1786 годами перенесена на холст из-за плохого состояния доски, хранится в Лондонской Национальной галерее в Лондоне.

## История
Картина относится к раннему периоду творчества художника, она датируется началом пребывания Рафаэля в Риме и работы в Станцах Ватикана, или, в любом случае, не позднее 1512 года. Ранняя история этого произведения и список владельцев вызывают споры. Достоверно известно лишь, что в 1727 году «Мадонна с башней» находилась во дворце Пале-Рояль в Париже, в картинной галерее герцога Филиппа II Орлеанского.
Позднее картина принадлежала сыну историка Макинтоша. В 1906 году передана последней владелицей, Ив Макинтош, в дар Лондонской Национальной галерее. Во время переноса с доски на холст картина получила серьёзные повреждения, что не позволяет точно судить о её начальном состоянии.
Известно множество копий этого произведения, в том числе старинная, хранящаяся в галерее Боргезе, и копия работы Доменико Альфани, датированная 1518 годом и хранящаяся в Национальной галерее Умбрии в Перудже. Вероятно, она была создана на основе оригинального картона, поскольку Рафаэль не раз дарил свои рисунки Альфани.
Итальянский живописец Джованни Баттиста Сальви, известный как Сассоферрато, и французский художник Ж. О. Д. Энгр в 1806 году создали свои копии на основе тех же рисунков.

## Композиция и символика картины
На картине изображена Дева Мария в одеждах традиционных символических цветов — красная туника и голубая накидка (краски сильно искажены плохим состоянием картины). Голова Мадонны покрыта прозрачной вуалью, какие носили состоятельные женщины времени написания картины. Младенец изображён в полный рост, левой рукой Мария придерживает его ножку. Её глаза полузакрыты, в то время как Младенец смотрит прямо на зрителя. Авторство художника, несмотря на многие дискуссии, считается установленным на основе сохранившихся подготовительных рисунков, имеющихся в Британском музее в Лондоне.